# Brachyopa quadrimaculosa
Brachyopa quadrimaculosa är en tvåvingeart som beskrevs av Thompson 1981. Brachyopa quadrimaculosa ingår i släktet savblomflugor, och familjen blomflugor.
Artens utbredningsområde är Israel. Inga underarter finns listade i Catalogue of Life.